# 我買下了與她的每週密會
《我買下了與她的每週密會》（简称）是日本轻小说家羽田宇佐创作，U35负责插画的一部輕小說作品。2023年2月起由KADOKAWA发行出版。台湾中文版由台灣角川代理发行出版。漫画版由右腹作画，2024年6月24日在Young Champion Web上开始连载。
在“第7回KAKUYOMU網路小說大賽”获得恋爱喜剧（轻小说）部门特别赏，“下一部人氣輕小說大賞”2023年届文库部门中获得第八名，10代读者投票第八名，20代读者投票第二名，“这本轻小说真厉害！”2024年届文库部门中获得第九名，新作部门第七名。

## 故事大綱
宮城志緒理於高中二年級的某天，在書店偶遇到正在購買雜誌卻忘記帶錢包的同班同學仙台葉月。宮城用五千日元的紙幣幫她付款後拒絕接受仙台歸還的零錢。隨後，宮城以讓仙台替自己做事為由，將她帶到自己家中，下達了給自己朗讀色情漫畫的命令。命令結束後，宮城提出每次付五千圓來買下仙台放學後的時間。出於打發時間的目的，仙台決定每週一次將自己放學後的三個小時出賣給宮城，並聽從她暴力和做愛以外的命令。在這個契約下，二人在放學後開始一起度過。宮城下的命令都是由當天的心情決定，而仙台不能違抗她的命令。 某天的放學後，宮城把仙台叫到了自己房間，下達了一個平常都不會下的命令。

## 登场角色
本作以第一人稱方式敘述，每節故事分別以宮城、仙台的視點互換進行。
声优为PV时的配音版本。
宫城志绪理（／，声：Lynn）
高中生，性别女，身高157cm，生日9月25日。高中二年級時與仙台同班，稍过肩黑发。性格相當彆扭和麻煩，像戒備森嚴的野貓一樣難以接近。不太提起自己的事，只与少数朋友往来，在学校中属于权利阶层地位较低的位置。单亲家庭的独生女，父亲总是以工作优先，很少回家，实际上一个人住。愛好很宅系，喜歡戀愛漫畫。比較膽小，害怕鬼怪。
仙台葉月（／，声：市之濑加那）
高中生，性别女，身高163cm，生日8月23日。高中二年級時與宫城同班，淡茶色长发。开朗又相当懂事，在班上很受欢迎，在学校中属于权利阶层地位较高的位置。外表虽然看起来很随便，本性却很认真。在学校里以温柔清纯的优等生形象示人，擅长料理。有一个优秀的姐姐，而被父母给予了过大期望和压力。喜歡看恐怖電影。
宇都宮舞香（／）
高中生，性别女。高中二年級至三年級時與宫城同班。與宮城和白川亞美為好友。
白川亞美
高中生，性别女。高中二年時與宫城同班。與宮城和宇都宮舞香為好友。
茨木羽美奈（／）
高中生，性別女。仙台的朋友。
麻理子
高中生，性別女。仙台的朋友。

## 出版书籍

### 小说
| 卷数 | 日本（KADOKAWA） | 日本（KADOKAWA）       | 臺灣（台灣角川） | 臺灣（台灣角川）                                                                       |
| 卷数 | 发售日期         | ISBN                   | 发售日期         | ISBN / EAN                                                                             |
| ---- | ---------------- | ---------------------- | ---------------- | -------------------------------------------------------------------------------------- |
| 1    | 2023年2月17日    | ISBN 978-4-0407-4878-8 | 2024年3月25日    | ISBN 978-6-2637-8633-2 EAN 471-1-2896-1800-3（特装版）                                 |
| 2    | 2023年6月20日    | ISBN 978-4-0407-5028-6 | 2024年6月27日    | ISBN 978-4-8322-4635-5 EAN 471-1-2896-1918-5（特装版）                                 |
| 3    | 2023年12月20日   | ISBN 978-4-8322-4635-5 | 2024年10月10日   | ISBN 978-6-2640-0644-6 EAN 471-1-2896-2140-9（特裝版）                                 |
| 4    | 2024年4月19日    | ISBN 978-4-8322-4635-5 | 2025年2月6日     | ISBN 978-6-2641-5117-7 EAN 471-128-962-255-0（特裝版） EAN 471-128-962-256-7（限定版） |
| 5    | 2024年10月19日   | ISBN 978-4-0407-5527-4 | 2025年7月24日    | ISBN 978-626-415-834-3 EAN 471-128-962-510-0（特裝版）                                 |
| 6    | 2025年2月20日    | ISBN 978-4-0407-5773-5 |                  |                                                                                        |

### 漫畫
| 卷數 | 日本（KADOKAWA） | 日本（KADOKAWA）       |
| 卷數 | 發售日期         | ISBN                   |
| ---- | ---------------- | ---------------------- |
| 1    | 2025年2月27日    | ISBN 978-4-253-31233-2 |